# Битка код рта Свети Винсент (1780)
Рт Сан Висенти (порт. Cabo de São Vicente) налази се на југоазападном делу Пиринејског полуострва, у најјужнијој провинцији Португала Алгарви. Током историје воде око овог рта биле су поприште многих поморских битака од XIV до XIX века.

## Битка
Када се током колонијалног рата Велике Британије, Француске, Шпаније и Холандије 1778 - 1783. године британска флота се нашла усамљена а британски поседи, нарочито у Западној Индији и Гибралтару, угрожени, за заповедника западноиндијске флоте ~ у чијем саставу су била 22 брода ~ био је постављен адмирал Џорџ Родни.
На путу ка Западној Индији, услед блокде требало је да прво обезбеди конвој са ратним материјалом за Гибралтар. Током пловидбе, адмирал Родни је сазнао да га шпанска ескадра од 11 линисјких бродова под комадном адмирал Хуана де Лангаре вреба у близини Лисабона ради пресретања британског конвоја. Адмирал Родни је без много размишљања одлучио да нападне Шпанце.
16. јануара 1780. године око 12:00 часова на око осам километара јужно од рта Сан Висенти приметио шпанску ескадру у маршевском поретку колоне, наредио је одмах да се његови бродови престроје у борбени поредак врсте и прелазак у гоњење и борбу у мешавини, све време се држећи између копна и Шпанаца. Веома изненађен појавом тако јаке пратње за конвој, адмирал де Лангара је желећи да избегне борбу, при јаком западном ветру, почео да се повлачи ка Кадизу. Адмирал Родни је успео да га сустигне пред залазак Сунца, енергично напао и гонио током ноћи. Успео је да разбије шапнску ескадру, зароби адмирал де Лангару и потопи један а заплени шест бродова.